# Damascirani čelik
Damascirani čelik ili Damast, pojam je vezan uz arapski grad Damask, te podrazumijeva kompozitni metalni materijal dobiven spajanjem više ploča ili traka od željeza i čelika, a sve u svrhu dobivanja materijala posebnih osobina, materijala koji je bio i savitljiv i davao je dobro sječivo.
Osim ovog načina izrade, rasprostranjen je bio i materijal dobiven topljenjem u loncima, takozvani Wootz čelik.
Danas se zna da je u Damasku prerađivan u loncima taljeni čelik porijeklom iz Indije, te se smatra da se samo ova vrsta može zvati Damastom odnosno damasciranim čelikom. Višeslojni se kovani materijal pak ispravno naziva zavarivanjem na uzorak (eng. pattern welding).

## Vanjske poveznice
- MSE (Material Science and Engineering) - Damaszenerstahl * Ein Verbundwerkstoff aus Stahl und Eisen * Das Merowingerschwert (S: 3)  Arhivirana inačica izvorne stranice od 28. rujna 2007. (Wayback Machine)
- Damaszener stahl
- die-roemer-online.de Wie man ein Damastmesser schmiedet
- Uni Kiel: Der „historische Kern“ der magischen Schwerter
- The Key Role of Impurities in Ancient Damascus Steel Blades (Englisch)  Arhivirana inačica izvorne stranice od 29. kolovoza 2019. (Wayback Machine)
- bild der wissenschaft-Artikel über Kohlenstoff-Nanoröhrchen im Wootz-Damast (bild der wissenschaft online, 16. November 2006)